# 1974 en droit
Cet article présente les faits marquants de l'année 1974 en droit.

## Événements

### Juillet
- 30 juillet : adoption par l'Assemblée nationale du Québec de la loi n°22[1] : le français devient la langue officielle du Québec. Ses divers articles entrent en vigueur de 1974 à 1976. La loi est abrogée en 1977, mais son contenu est repris dans la Charte de la langue française adoptée alors.